# Klucz kunowski
Klucz kunowski – klucz dóbr biskupstwa krakowskiego, istniejący od XIV do XVIII wieku, z centrum w mieście Kunów, gdzie znajdował się dwór biskupi. Składał się z miasta Kunowa oraz 11 wsi, 4 folwarków, 5 młynów. Wsiami klucza były: Janik, Udziców, Wierzbno, Rżuchów, Parostwa Wola, Szewna, Kąty i inne. Klucz kunowski znany był w okresie I Rzeczypospolitej z kamieniołomów zielonego i czerwonego marmuru. W kluczu znajdowało się ponadto szereg osad przemysłowych, których ludność zwana "maziarzami" trudniła się wyrobem smoły i potażu.

## Literatura
- M. Dzieduszycki: Zbigniew Oleśnicki, t. I, 1853.
- H. Madurowicz-Urbańska, A. Podraza: Régions économiques de Petite-Pologne Occidentale dans la deuxième moitié du XVIII-ième siècle, PAN 1958.
- A. Pankowicz: Kościół krakowski w życiu państwa i narodu polskiego, Wydawnictwo Naukowe PAT, 2002.